# 小行星5535
小行星5535是一颗位于小行星主带内侧的奥古斯塔族小行星。它是在1942年由德国天文学家卡尔·雷恩缪斯发现，但一直没有命名，直到1995年才以死在纳粹德国集中营犹太人、著名的安妮日记作者安妮·法兰克命名。
2002年11月2日，执行维尔特二号彗星探测任务的星尘号曾经顺道造访过这颗小行星，最近距离只有3079千米。星尘号拍摄的照片显示小行星5535的大小为6.6×5.0×3.4千米，是之前估计的两倍，形状像一个三棱镜，表面有几个明显的陨石坑。根据照片计算出其反照率在0.18–0.24之间。对小行星5535的初步分析显示它有可能是一颗相接双星，这个结构使其形成三棱镜形状，但这个解释并不是唯一的，对于它的形状也有其他可能的解释。
后来地面对小行星5535进行光学曲线观测，试图计算出它的自转周期。最后得出的结果是小行星5535的自转周期可能为0.5、0.63或0.95天，其中，0.63天和观测数据最为拟合。光学曲线还表明，小行星5535并非是朗伯漫反射体，这意味者它的表面特征如环形山或巨石的阴影都对它的亮度做出贡献，而并非只有大小。